# Röhm Tool
Die Röhm Tool GmbH ist ein Spannmittelhersteller mit Hauptsitz im  baden-württembergischen Sontheim an der Brenz im Landkreis Heidenheim in Deutschland.

## Geschichte

### Anfänge
Das Unternehmen wurde 1909 durch Heinrich Röhm in Zella-Mehlis in Thüringen gegründet. Es nahm zunächst die Serienfertigung von Bohrfuttern auf und meldete im Jahr 1910 sein erstes Patent, ein verbessertes Bohrfutter, an. Zu diesem Zeitpunkt wurde auch das Exportgeschäft begonnen. Durch die Einflüsse des Ersten Weltkriegs kam die Produktion zum Erliegen und eine Wiederaufnahme bereitete nach Kriegsende erhebliche Schwierigkeiten. 1926 begann Röhm als erstes Unternehmen in Deutschland mit der Produktion von Zahnkranzbohrfuttern. In den folgenden Jahren wurden die Fertigungsanlagen modernisiert und erweitert. Zwischen 1939 und 1940 wurde ein 40 Meter langes Fließband zur Herstellung von Bohrfuttern in Betrieb genommen. Damit produzierte ein Unternehmen erstmals Präzisionswerkzeuge als Massenartikel.

### Wiederaufbau und Umsiedlung
1945 wurde der Betrieb, der inzwischen 1.400 Mitarbeiter beschäftigte, von den Amerikanern besetzt und Heinrich Röhm mit seiner Familie nach Heidenheim an der Brenz evakuiert, wo sie in einem Übergangslager untergebracht wurden. Die noch intakten Werke in Thüringen (sowjetische Besatzungszone) wurden enteignet und in der späteren DDR zu volkseigenen Betrieben umgewandelt.
1946 siedelte die Familie Röhm nach Sontheim an der Brenz um, wo Heinrich Röhm im Alter von 63 Jahren mit seinen drei Söhnen ein neues Werk aufbaute. Es begann zunächst mit der Produktion einfacher Kinderspielzeuge aus Sperrholz und Holzabfällen in einer gepachteten Schreinerei. Anschließend diente ein leer stehender Stall als Fertigungsstätte für Gesteinsbohrer, welche aus alten Maschinengewehr-Läufen hergestellt wurden.
Noch im selben Jahr wurde ein Feld gekauft, auf dem eine Baracke errichtet wurde. Im darauffolgenden Frühjahr wurde dort die Herstellung von Zahnkranzbohrfuttern aufgenommen.

### Internationalisierung und Ausweitung der Produktion
In den frühen 1950er Jahren diversifizierte Röhm in neue Produktbereiche, unter anderem in Bereiche der Waffentechnik (Schreckschusswaffen, Signalpistolen und Handfeuerwaffen). Die Handfeuerwaffensparte firmierte unter der Marke RG.
Im Jahr 1953 wurde das Zweigwerk in Dillingen an der Donau gegründet. In den darauffolgenden Jahren erweiterte Röhm seine Produktionskapazität um etwa 100 Arbeitsplätze pro Jahr. Ein Werk in Brasilien und zahlreiche Niederlassungen in Industrieländern folgten.
1959 wurde die heutige Röhm GB Ltd. als Generalvertretung gegründet, die Umfirmierung erfolgte 1977. Die Röhm Schweiz, damals ebenfalls als Generalvertretung, wurde 1960 gegründet. Darauf folgten die Gründungen weiterer Niederlassungen: 1969 in Italien (Röhm Italien), 1978 in den USA (Röhm Tool) und 1979 in Frankreich (Röhm S.A.R.L.). 1980 wurde das Röhm Ingenieur- und Verkaufsbüro in St. Georgen im Schwarzwald speziell für den Bereich Spanndorne gegründet.
1958 trat Günter Röhm in die Geschäftsleitung ein.
Nach Inkrafttreten des 1968er Waffenkontrollgesetzes in den Vereinigten Staaten gründete Röhm in den 1970ern eine Fabrik in Miami unter dem Namen RG Industries. Dort wurden Revolver, automatische Pistolen und Deringer mit kleinen Kalibern wie .22 LR, .25 ACP, .32 S&W oder .38 Special gefertigt. Die Fabrik in Miami stellte den Betrieb 1986 ein.
Es folgten weitere Aktivitäten im Ausland. Die Röhm-Niederlassung in Spanien (Röhm Iberica) wurde 1985 gegründet. Im Jahr 1989 wurde die Röhm GB Ltd. zur hundertprozentigen Tochtergesellschaft der Röhm GmbH. Im darauffolgenden Jahr fand die Umfirmierung der USA-Tochter in Rohm Products of America (RPA) statt, und im selben Jahr wurde die Röhm Schweiz durch die Röhm GmbH übernommen.

### Entwicklungen nach 1990
Zeitgleich mit der Internationalisierung und dem damit verbundenen Aufbau von Vertriebs- und Servicegesellschaften fand die Ausrichtung auf den Bereich der Sonderapplikationen statt. 1995 erfolgte eine Erstzertifizierung der Röhm GmbH nach DIN EN ISO 9001.
Die Gründungen der Niederlassungen Röhm Slovakia und Röhm India sowie das Joint Venture Röhm Weida Machinery China fanden im Jahr 2007 statt. Im Jahr 2008 übergab das Familienunternehmen nach 99 Jahren die Firmenleitung der Röhm GmbH an einen externen Geschäftsführer, Michael Fried.
2009 verkaufte die Röhm GmbH ihre Waffensparte mit Wirkung zum 1. Januar 2010 an die Umarex GmbH & Co. KG in Arnsberg.
Heute beschäftigt Röhm 1.300 Mitarbeiter. Der Exportanteil der deutschen Produktion liegt bei rund 50 Prozent.
Am 18. September 2017 wurde die Röhm GmbH vollständig von der Dr. Helmut Rothenberger Holding GmbH aus Salzburg übernommen.

## Produkte

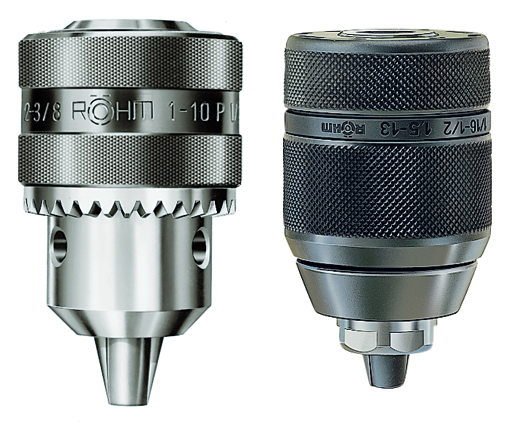
Bohrfutter
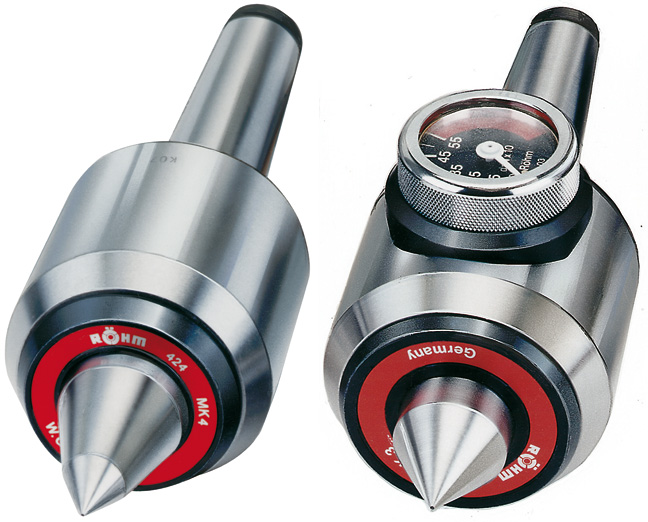
Spitzen
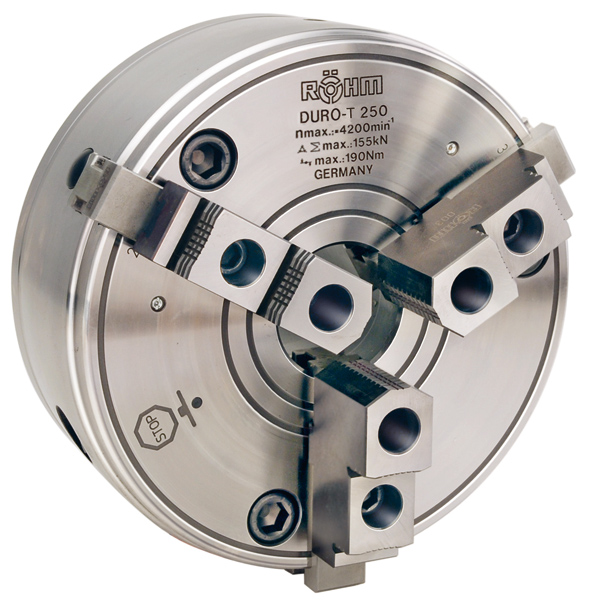
Drehfutter
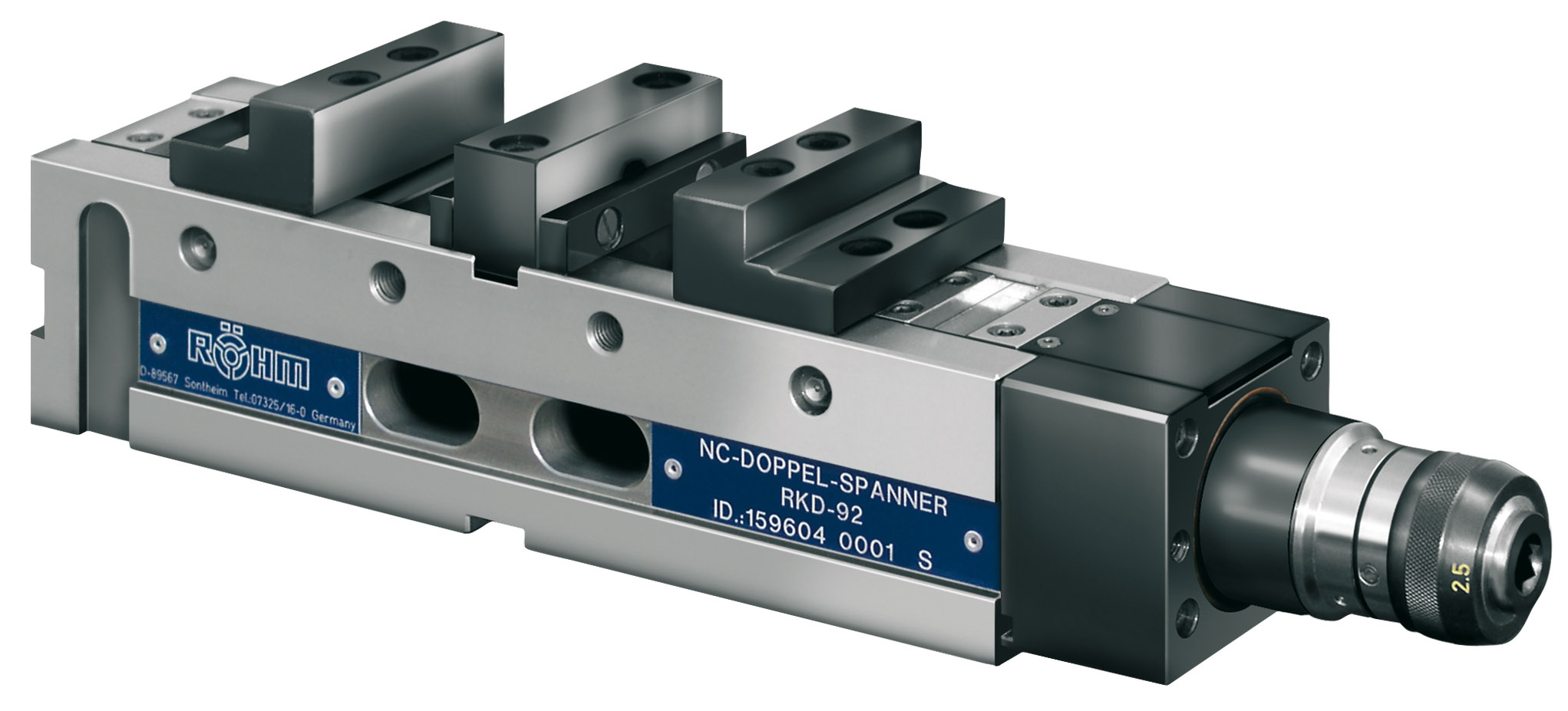
Schraubstöcke
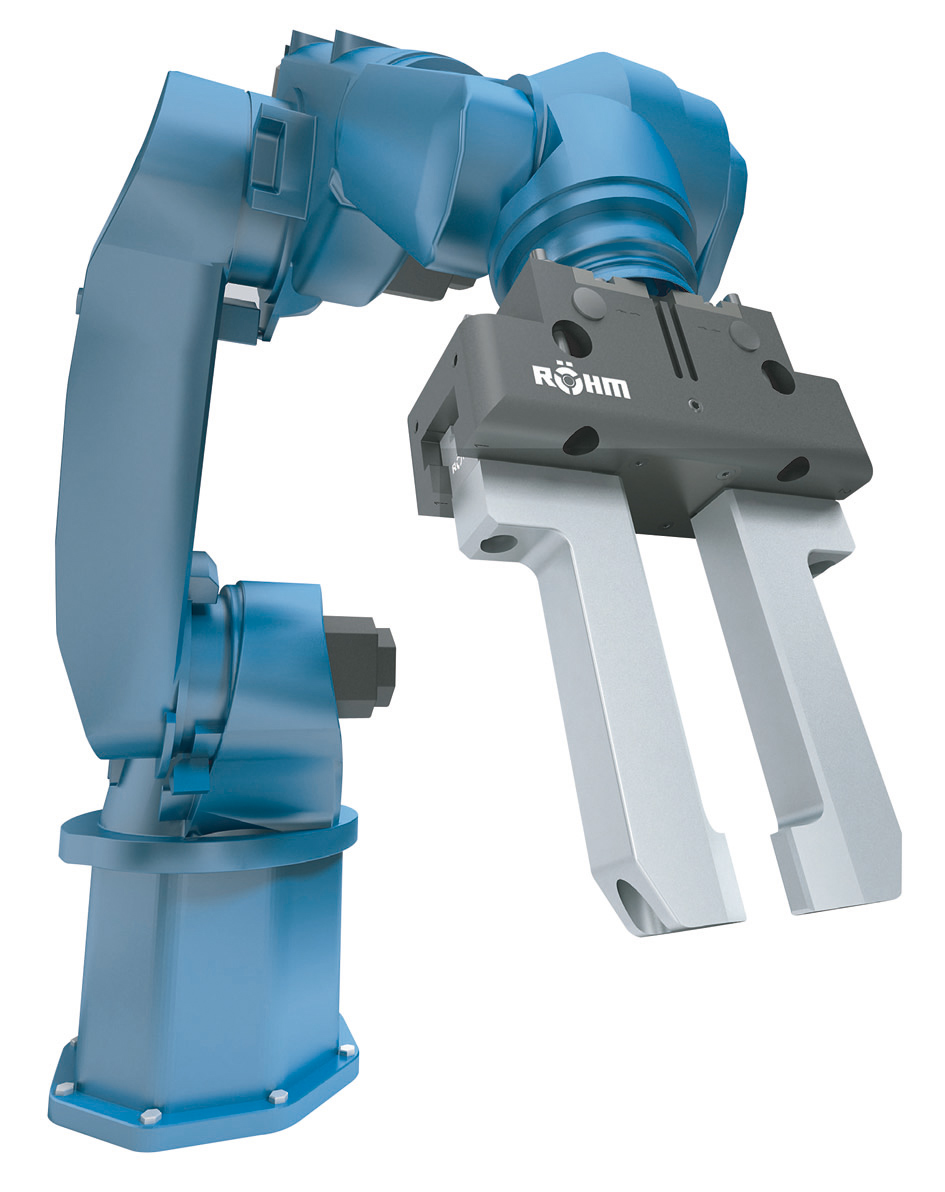
Greiftechnik
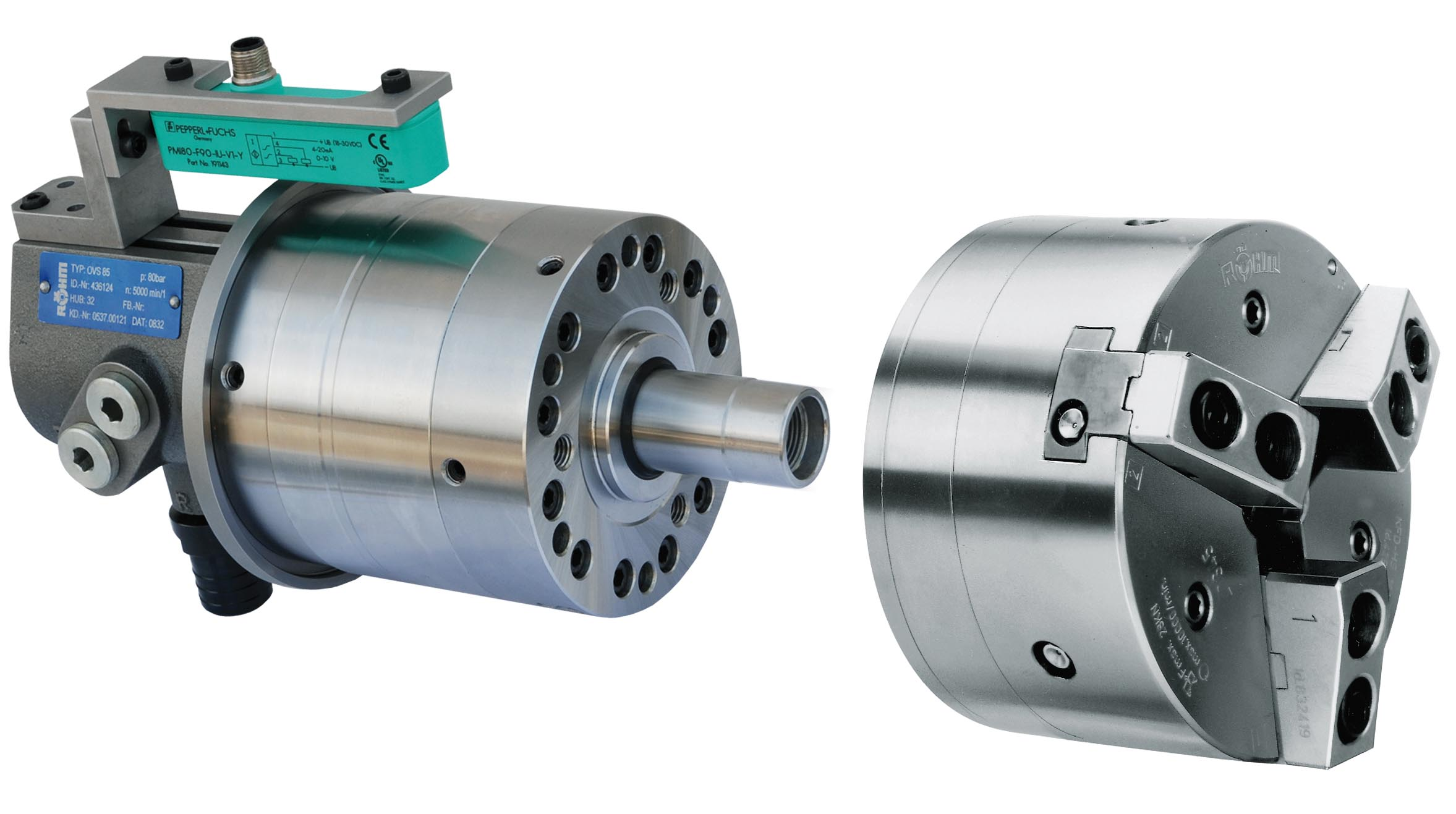
Kraftspanntechnik
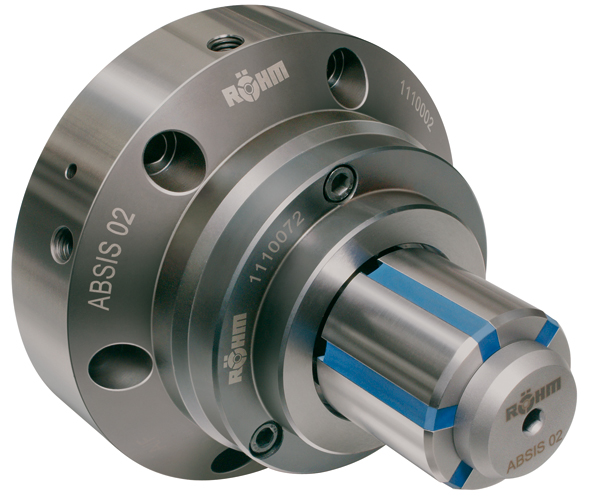
Spanndorne
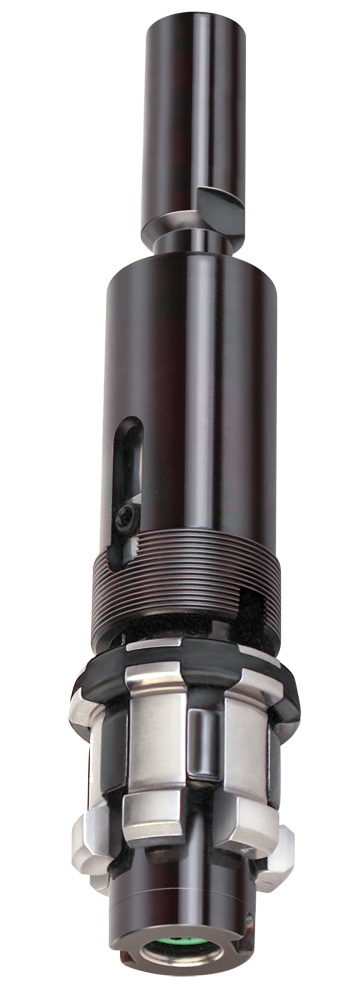
Werkzeugspann-Systeme

## Konzernstruktur

### Werke

#### Sontheim an der Brenz

Röhm Stammwerk in Sontheim an der Brenz

Der Wiederaufbau der Röhm-Werke fand 1946 in Sontheim an der Brenz statt. Seitdem ist Sontheim der Hauptsitz des Unternehmens. Das Werk besitzt seit dem Jahr 2001 eine 8.570 Quadratmeter große Fertigungshalle, in der Dreherei, Fräserei, Schleiferei, Prüfbereich mit Messmaschinen und Montage aller Artikel außerhalb des Produktbereichs Bohrfutter untergebracht sind. 2009 wurde das Stammwerk in Sontheim um eine weitere Einrichtung erweitert: Ein automatisches Kleinteilelager wurde in Betrieb genommen. Das Hochregallager ist 55 Meter lang, zwölf Meter hoch und verfügt über bis zu 11.000 Lagerplätze.

#### Dillingen an der Donau

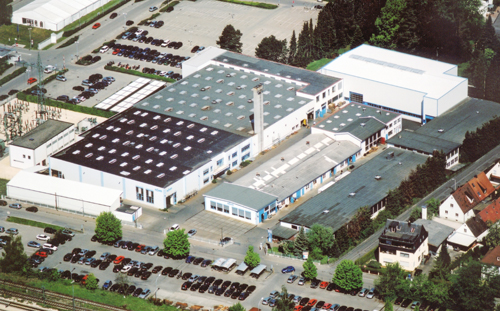
Röhm Standort in Dillingen an der Donau

Das Werk in Dillingen an der Donau wurde im Jahr 1953 gegründet. Die 2007 errichtete Produktionshalle umfasst 1.650 Quadratmeter und enthält zwei Portal-Dreh- und Fräsmaschinen, die im Jahr 2008 in Betrieb genommen wurden. Die Maschinen ermöglichen die Bearbeitung von Werkstücken von bis zu vier Metern Durchmesser und einem Gewicht von bis zu 25 Tonnen. Die Maschine selbst verfügt über ein Eigengewicht von 108 Tonnen und erforderte somit ein Fundament von 180 Tonnen Eisen und Stahl. In Dillingen werden überwiegend Drehfutter, Maschinenschraubstöcke und Sonderspannmittel für Dreh- und Fräsmaschinen sowie für Bearbeitungszentren produziert.

#### St. Georgen im Schwarzwald
Im Jahr 1980 öffnete das Werk in St. Georgen im Schwarzwald seine Pforten. Es ist Standort des Röhm Ingenieur- und Verkaufsbüros, speziell für den Bereich Spanndorne. Außer den Standardspanndornen, werden hier auch maßgeschneiderte Lösungen entwickelt. Zum Spannen von Werkstücken in der Bohrung oder Innenkontur werden mechanische und kraftbetriebene Hülsenspanndorne, Gleitbackenspanndorne und hydraulische Dehndorne produziert.

### Ausländische Produktionsstandorte
- Rohm India PVT. LTD., Indien[9]
- Röhm Slovakia S.R.O., Slowakei[9]
- Roehm Weida Machinery (Shangdong) Co. Ltd., China (Joint Venture)[9]

## Gerichtsverfahren wegen Röhm-Waffen
In den USA erlangte Röhm dadurch Bekanntheit, dass 1981 bei dem (erfolglosen) Attentat auf den damals amtierenden Präsidenten Ronald Reagan eine Röhm RG-14 .22 cal Verwendung fand. Der Polizist Thomas Delahanty wurde dabei vom Attentäter John Hinckley, Jr. mit der Waffe angeschossen. Im Nachgang klagte Delahanty gegen Röhm mit dem Argument, dass kleine, günstige Handfeuerwaffen keinem anderen als einem kriminellen Einsatzzweck dienen und das Unternehmen dadurch in der Verantwortung stehe. Die Klage wurde in der Revision vom Berufungsgericht im District of Columbia abgewiesen. Die Entscheidung Delahanty v. Hinckley wurde in vielen vergleichbaren Fällen als Fallurteil herangezogen.
Der bei dem Attentat mit der RG–14 schwer verwundete James Brady ist Namensgeber der Brady Bill, eines Gesetzes von 1993, mit dem maßgebliche Änderungen für den Kauf von Handfeuerwaffen in den USA kodifiziert wurden.
Im Gerichtsverfahren Kelley v. RG Industries, das 1985 stattfand, ging es um eine Schießerei aus dem Jahr 1982, bei der einem Verkäufer Kelley mit einer RG-Waffe in die Brust geschossen worden war.